# R. Bruce Elder
Richard Bruce Elder, más conocido como R. Bruce Elder (Hawkesbury, Ontario, 12 de junio de 1947) es un director,  crítico de cine y profesor canadiense.

## Biografía
Bruce Elder estudio Filosofía en la Universidad McMaster, entonces federada con la Universidad de Toronto y cine en la Universidad Ryerson. En 1975 asistió al Summer Institute in Film Studies en la Universidad de Dalhousie, donde percibe que el trabajo vanguardista del nuevo cine americano era para él una nueva forma de poesía y que el cine podía dar forma a sus ambiciones poéticas. Empezó entonces una obra prolífica, de más de sesenta horas. Admirador de la Divina Comedia de Dante y The Cantos de Ezra Pound, se inspiró en estos poemas para concebir un ciclo de veinte películas, titulado The Book of All the Dead, que ocupa los siguientes veinte años de su vida. En 1997 inició un nuevo ciclo titulado The Book of Praise.
En palabras del cineasta y curador, Stephen Broomer, el cine de Elder «combina imágenes, música y texto para crear obras que reflejan su interés por la filosofía, la tecnología, la ciencia, la espiritualidad y el cuerpo humano». Muchas de sus películas se caracterizan por una estructura polifónica —superposiciones de lecturas, narraciones, fotografías, diálogos o música electrónica— y por una lógica asociativa que busca alterar el pensamiento racional. Jonas Mekas afirmó de Elder que es «el más importante cineasta de vanguardia norteamericano de los años ochenta» y Stan Brakhage dijo: «Me siento más cercano a este épico artesano que a ningún otro cineasta vivo». En 2007 recibió el Governor General’s Award in Visual and Media Arts, el más prestigioso galardón canadiense en su campo.
Fue profesor de cine en la Universidad Ryerson y como crítico e historiador se ocupa, entre otros aspectos, del cine de vanguardia canadiense o de trazar la relación entre el cine, la poesía y los movimientos artísticos a lo largo del siglo XX. Entre sus libros destacan Image and Identity: Reflections on Canadian Film and Culture (1989), The Body in Film (1989), A Body of Vision: Representations of the Body in Recent Film and Poetry(1997), The Films of Stan Brakhage in the American Tradition of Ezra Pound, Gertrude Stein and Charles Olson (1999), Harmony and Dissent: Film and Avant-garde Art Movements in the Early Twentieth Century (2009) y Dada, Surrealism, and the Cinematic Effect (2012).